# توريباش
توريباش (بالإنجليزية: Toribash)‏ هي لعبة فيديو مجانية من تطوير نابي وإصدار نيكاليس وتوزيع ستيم، صدرت في 2 مارس 2006 وتعمل على أجهزة ويندوز، وي، لينكس وماك أو إس.